# Sigrún

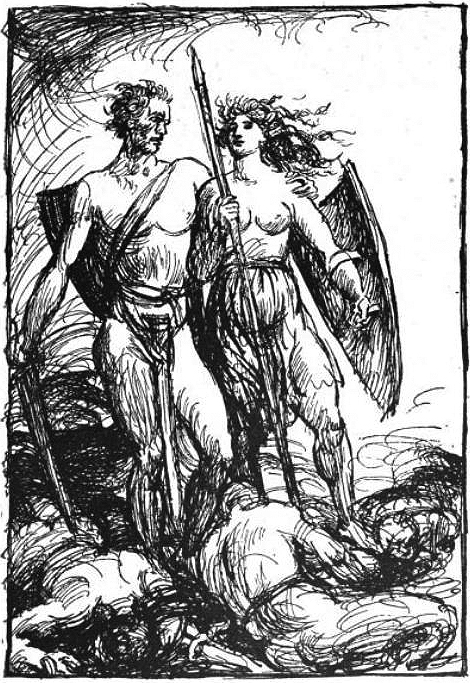
Una rappresentazione di Sigrún con Helgi Hundingsbane (1919) di Robert Engels.

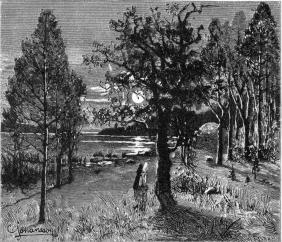
Sigrun aspetta accanto alla carriola di Helgi

Sigrún ("runa della vittoria" nell'antica lingua norrena) è una valchiria della mitologia norrena. La sua storia è raccontata in Helgakviða Hundingsbana I e Helgakviða Hundingsbana II, nell'Edda poetica. L'editore originale annotò che era Sváfa rinata. 
L'eroe Helgi Hundingsbane la incontra per la prima volta mentre lei guida un gruppo di nove Valchirie: 
| 15. Þá brá ljóma di Logafjöllum, en af þeim ljómum leiftrir kómu, - - - hávar und hjalmum a Himinvanga, brynjur váru þeira blóði stokknar, en af geirum geislar stóðu. | 15. Quindi luce scintillante di Logafjoll, E dalla luce i lampi balzarono; - Alte sotto gli elmi sul campo del paradiso; Tutti i loro vicini di sangue erano rossi, E dalle loro lance scintille volavano via. |  |

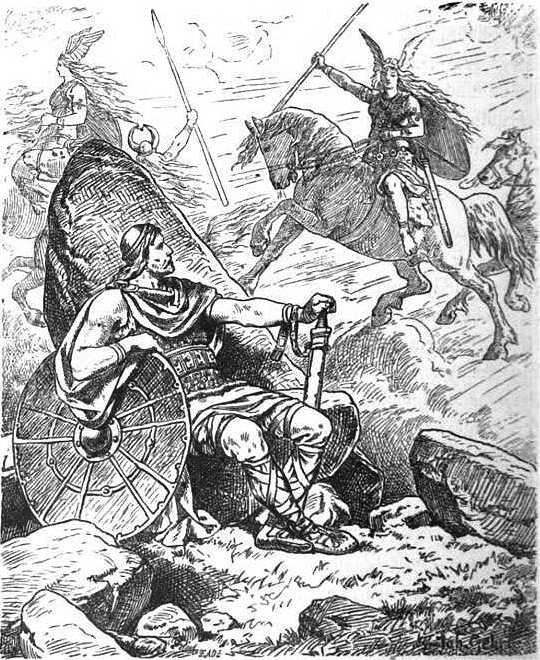
"Helgi and Sigrun" (1901) di Johannes Gehrts.

I due si innamorano e Sigrún dice a Helgi che suo padre Högni  l'ha promessa a Höðbroddr, figlio del re Granmarr. Helgi invade il regno di Granmar e uccide chiunque si opponga alla loro relazione. Solo il fratello di Sigrún, Dagr, viene lasciato in vita a condizione che giuri fedeltà a Helgi. 
Dagr è comunque obbligato dall'onore a vendicare i propri fratelli e dopo aver convocato Odino, il dio gli dà una lancia. In un posto chiamato Fjoturlund, Dagr uccide Helgi e torna da sua sorella per raccontarle la sua impresa. Sigrún pone Dagr sotto una potente maledizione dopo la quale è costretto a vivere di carogne nei boschi. 
Helgi viene messo in una carriola, ma ritorna dal Valhalla un'ultima volta in modo che i due possano passare una notte insieme. 
Sigrún muore presto di crepacuore, ma rinasce come Valchiria. Nella vita successiva, lei sarebbe stata Kára e Helgi sarebbe stato Helgi Haddingjaskati, la cui storia è narrata nella saga di Hrómundar Gripssonar .